# Abrepagoge
Abrepagoge là một chi bướm đêm thuộc phân họ Tortricinae của họ Tortricidae.

## Các loài
- Abrepagoge treitschkeana (Treitschke, 1835)